# Teòfil (cràter)

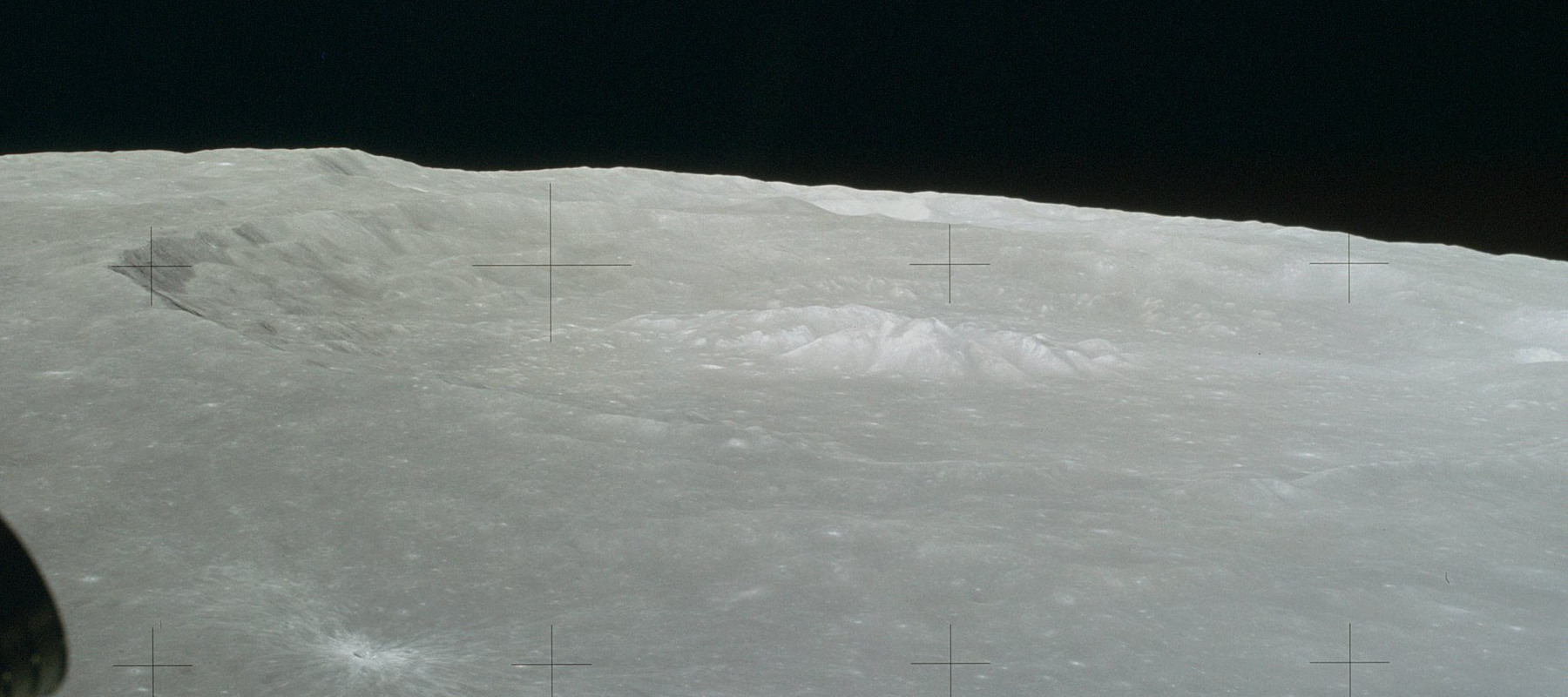
Fotografia de la missió Apol·lo 16

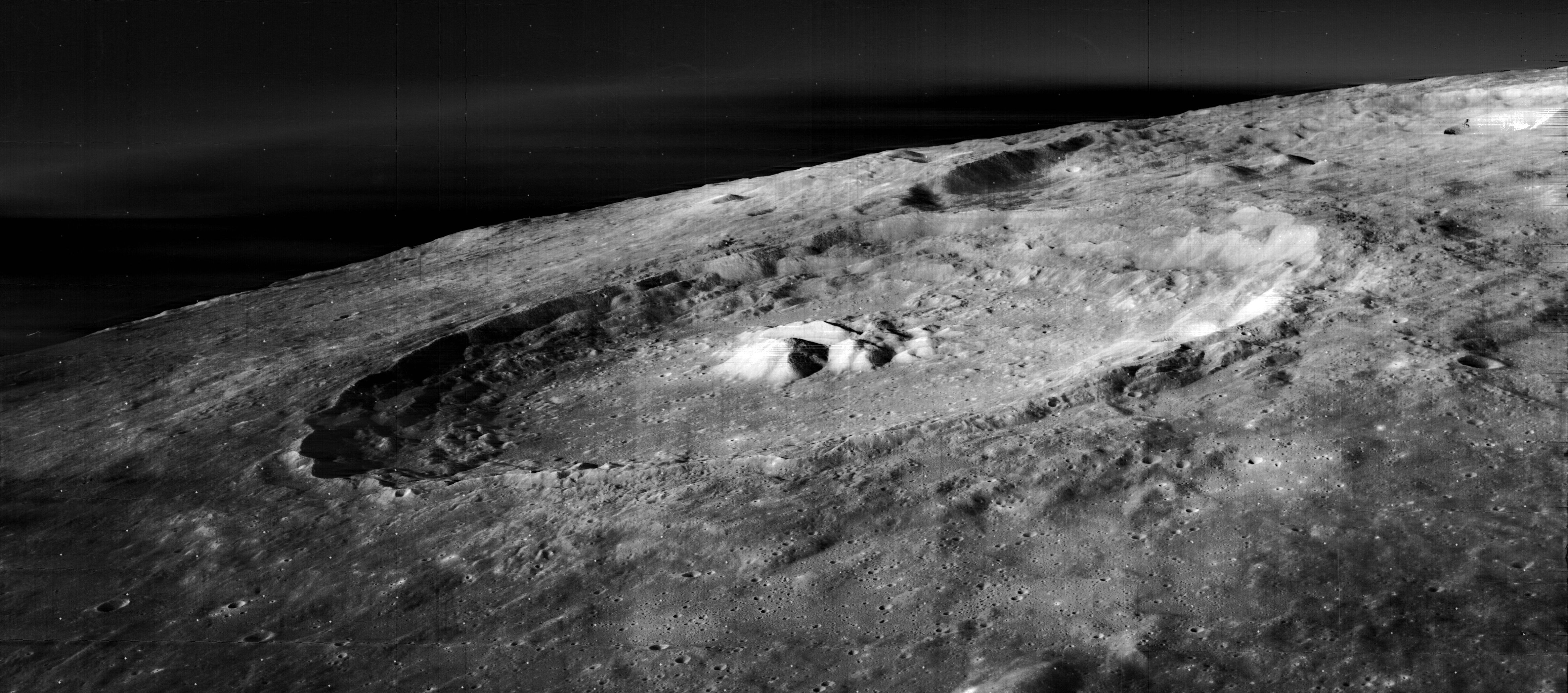
Vista obliqua de Teòfil des de la Lunar Orbiter 3

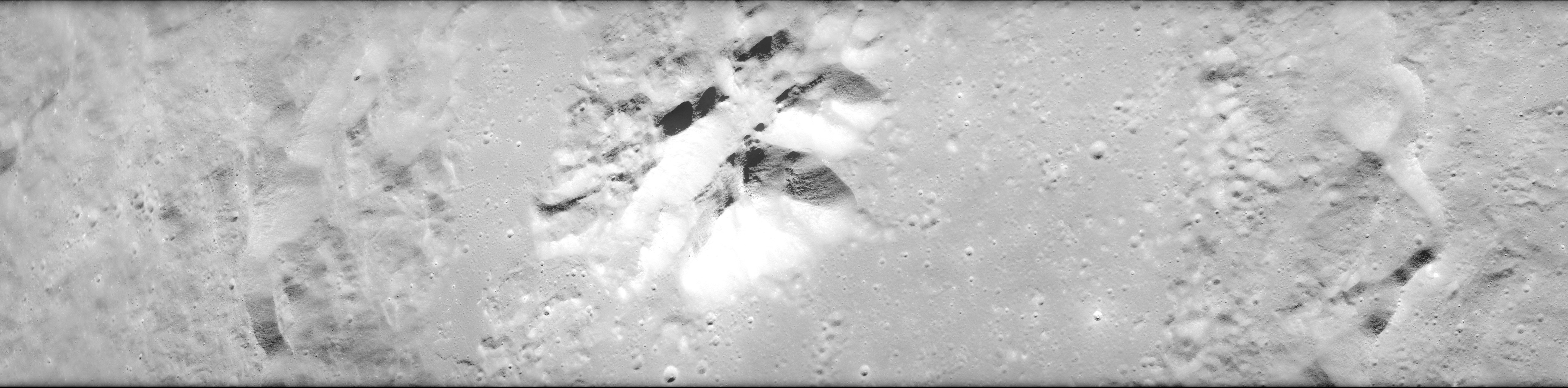
Fotografia de la missió Apol·lo 16

Teòfil és un prominent cràter d'impacte lunar que es troba entre el Sinus Asperitatis al nord i la Mare Nectaris al sud-est. S'introdueix parcialment en el cràter Ciril de similars característiques, situat al sud-oest. A l'est es troba el cràter més petit Mädler i més al sud-sud-est apareix Beaumont. Va ser nomenat en memòria del patriarca copte del segle IV Teòfil d'Alexandria.

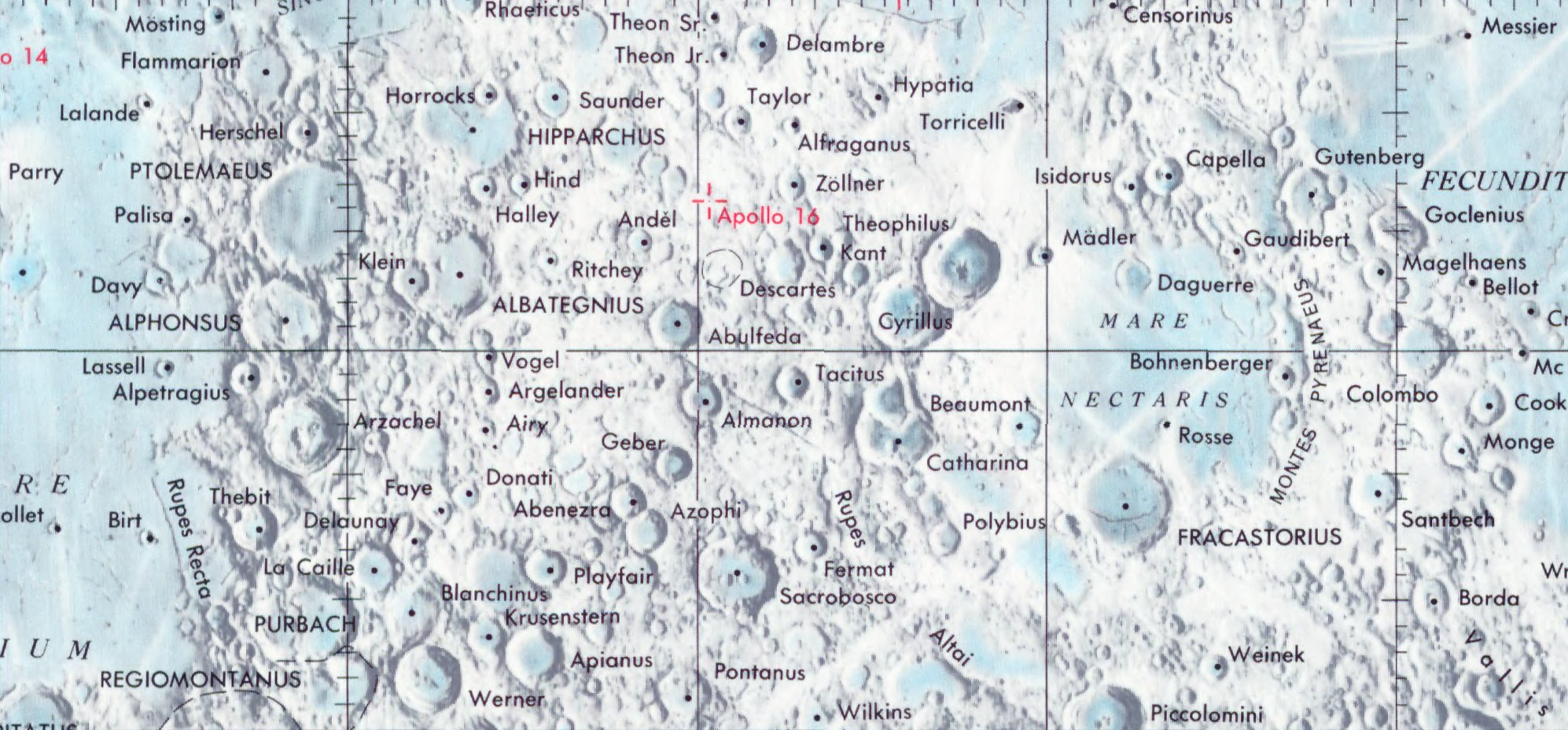
Localització de Teòfil (centre de la imatge)

Teòfil, Ciril i Caterina formen un destacat grup de grans cràters visibles al pas del terminador cinc dies després de la lluna nova.

## Descripció
La vora de Teòfil té una superfície interior àmplia, amb terraplenats que mostren indicis de lliscaments. Té 4200 metres de profunditat amb parets massives, i ha estat afectat per una segona formació: Ciril. Es va crear durant el període Període Eratostenià, de fa entre 3200 i 1100 milions d'anys. Té una imponent muntanya central de 1400 metres d'altura, amb quatre cims.
El sòl del cràter és relativament pla. Presenta una gran plataforma central, amb un triple pic, que aconsegueix una altura d'aproximadament 2 quilòmetres per sobre del sòl. El pic occidental s'ha denominat Psi (ψ), l'oriental Phi (φ), i el pic sud Alpha (α) Teòfil. Els vessants occidentals d'aquesta cresta són més amples i més irregulars, mentre que els pics descendeixen més agudament cap al sòl en les cares nord i oest.
|  |  |

|  |  |

La missió Apol·lo 16 va recollir diverses peces de basalt que es creu que són materials ejectats durant la formació de Teòfil.

## Cràters satèl·lit

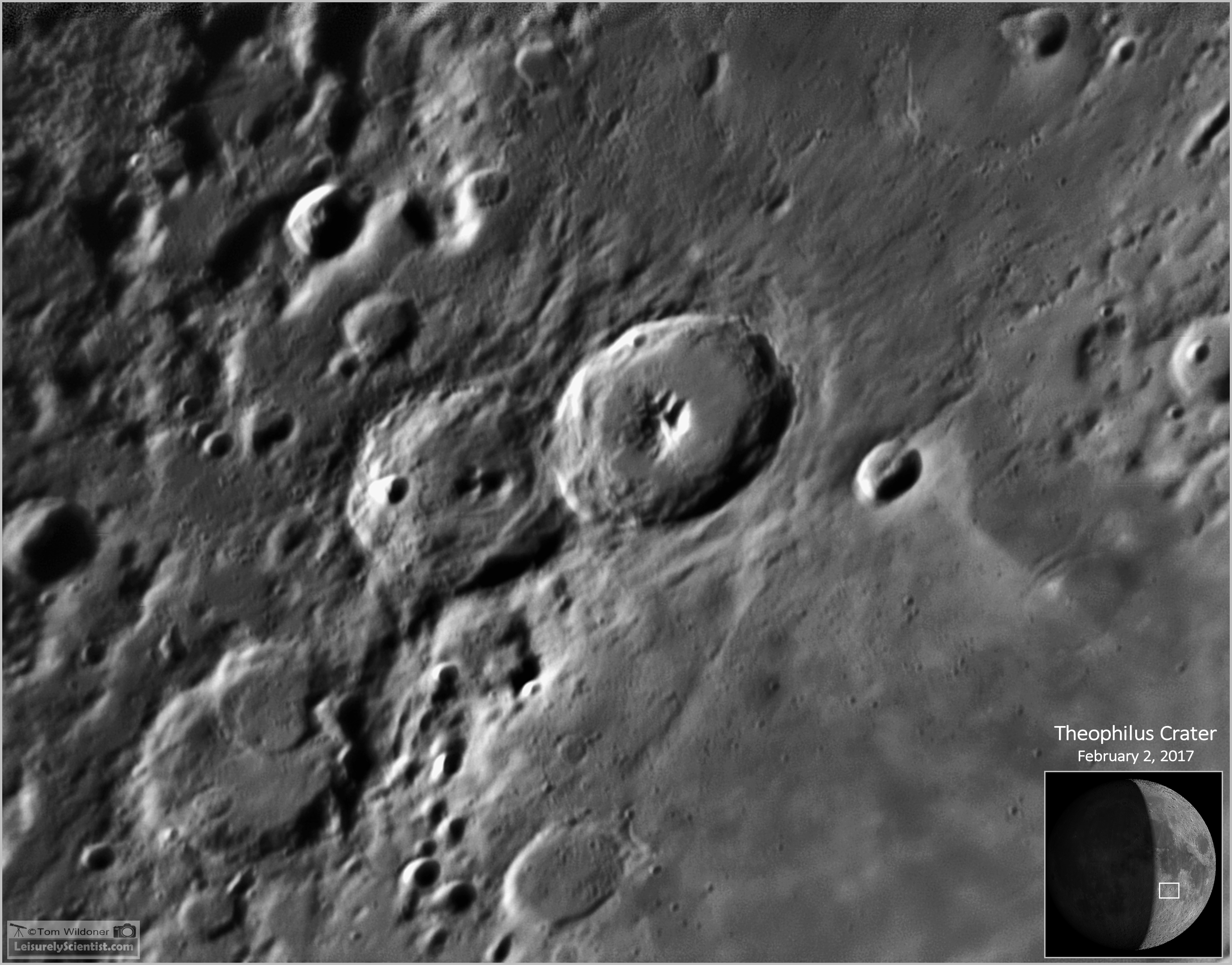
Cràter Theophilus (febrer de 2017)

Per convenció aquests elements són identificats en els mapes lunars posant la lletra en el costat del punt central del cràter que està més prop de Teòfil.
|        | \| Teòfil \| Coordenades \| Diàmetre \| \| ------ \| ------------------------------------ \| -------- \| \| B \| 10° 30′ S, 25° 12′ E / 10.5°S,25.2°E \| 8 km \| \| E \| 6° 48′ S, 24° 00′ E / 6.8°S,24.0°E \| 21 km \| \| F \| 8° 00′ S, 26° 00′ E / 8.0°S,26.0°E \| 13 km \| \| G \| 7° 12′ S, 25° 42′ E / 7.2°S,25.7°E \| 19 km \| \| K \| 12° 30′ S, 26° 18′ E / 12.5°S,26.3°E \| 6 km \| \| W \| 7° 48′ S, 28° 36′ E / 7.8°S,28.6°E \| 4 km \| |          |
| Teòfil | Coordenades | Diàmetre |
| B      | 10° 30′ S, 25° 12′ E / 10.5°S,25.2°E | 8 km     |
| E      | 6° 48′ S, 24° 00′ E / 6.8°S,24.0°E | 21 km    |
| F      | 8° 00′ S, 26° 00′ E / 8.0°S,26.0°E | 13 km    |
| G      | 7° 12′ S, 25° 42′ E / 7.2°S,25.7°E | 19 km    |
| K      | 12° 30′ S, 26° 18′ E / 12.5°S,26.3°E | 6 km     |
| W      | 7° 48′ S, 28° 36′ E / 7.8°S,28.6°E | 4 km     |

### Altres referències
- (WGPSN), IAU Working Group for Planetary System Nomenclature. «Gazetteer of Planetary Nomenclature. 1:1 Million-Scale Maps of the Moon» (en anglès).  UAI / USGS, 13-02-2013. [Consulta: 6 abril 2016].
- Andersson, L. E.; Whitaker, E. A.,. NASA Catalogue of Lunar Nomenclature (en anglès).  NASA RP-1097, 1982.
- Blue, Jennifer. «Gazetteer of Planetary Nomenclature» (en anglès).  USGS, 25-07-2007. [Consulta: 2 gener 2012].
- Bussey, B.; Spudis, P.. The Clementine Atlas of the Moon (en anglès).  Nueva York: Cambridge University Press, 2004. ISBN 0-521-81528-2.
- Cocks, Elijah E.; Cocks, Josiah C.. Who's Who on the Moon: A Biographical Dictionary of Lunar Nomenclature (en anglès).  Tudor Publishers, 1995. ISBN 0-936389-27-3.
- McDowell, Jonathan. «Lunar Nomenclature» (en anglès).   Jonathan's Space Report, 15-07-2007. [Consulta: 2 gener 2012].
- Menzel, D. H.; Minnaert, M.; Levin, B.; Dollfus, A.; Bell, B. «Report on Lunar Nomenclature by The Working Group of Commission 17 of the IAU» (en anglès). Space Science Reviews, 12, 1971, pàg. 136.
- Moore, Patrick. On the Moon (en anglès).  Sterling Publishing Co, 2001. ISBN 0-304-35469-4.
- Price, Fred W. The Moon Observer's Handbook (en anglès).  Cambridge University Press, 1988. ISBN 0521335000.
- Rükl, Antonín. Atlas of the Moon (en anglès).  Kalmbach Books, 1990. ISBN 0-913135-17-8.
- Webb, Rev. T. W.. Celestial Objects for Common Telescopes, 6ª edición revisada (en anglès).  Dover, 1962. ISBN 0-486-20917-2.
- Whitaker, Ewen A. Mapping and Naming the Moon (en anglès).  Cambridge University Press, 2003. 978-0-521-54414-6.
- Wlasuk, Peter T. Observing the Moon (en anglès).  Springer, 2000. ISBN 1-85233-193-3.